# South Park
South Park je američka animirana serija koja se emitira od 1997. godine, a autori su joj Trey Parker i Matt Stone. Serija se bavi doživljajima dvanestero djece (četvero glavnih – Stan, Kyle, Cartman, Kenny – i ostalima – Butters, Jimmy, Clyde, Millie, Annie, Bebe, Wendy i Jessie) te njihovih poznanika u gradiću South Park u američkoj saveznoj državi Colorado.  Karakterizira ju nadrealizam, parodiranje, satira i crni humor koji kao temu imaju američku kulturu, tabue te razna aktualna društvena i politička zbivanja. Humor i poruke serije često su predmet kritika raznih društvenih grupa.  
Serija je u početku rađena ručno, stop-motion animacijom, a kasnije je uvedena kompjuterska tehnika. Od njihovog prvog prikazivanja 13. kolovoza 1997. godine, emitirano je 297 epizoda kroz 22 sezone. South Park druga je najduža američka animirana serija, nakon Simpsona.

## Povijest serije
South Park započeo je 1992. godine, kada su Trey Parker i Matt Stone, tada studenti filma na sveučilištu u Coloradu kreirali kratki animirani film nazvan The Spirit of Christmas. Ugrubo napravljeni film je prikazivao prototipske verzije likova iz kasnijeg South Parka uključujući lik nalik Cartmanu koji je nazvan »Kenny« i neimenovani lik nalik Kennyju.
Godine 1995. član izvršnog odbora TV-kuće FOX, Brian Graden, vidio je film i zatražio od Parkera i Stonea da naprave novi film koji će poslati prijateljima kao božićnu čestitku.  Novi film je prikazivao borilački dvoboj između Djeda Mraza i Isusa, a brzo se proširio kopiranjem i Internetom te postao hit. Popularnost njihovog uratka dovela je Parkera i Stonea u pregovore za kreiranje serije, prvo s FOX-om, a kasnije s Comedy Central gdje je serija i emitirana 13. kolovoza 1997.
Provokativni sadržaj crtića za odrasle brzo je izazvao prosvjede raznih organizacije koje su ga smatrale uvredljivim; proizvodi s likovima iz South Parka uskoro su zabranjeni u školama i nekim drugim javnim mjestima. No, serija je ipak stekla prilično veliku popularnost. 
Godine 1999. napravljen je i dugometražni film, South Park: Bigger, Longer & Uncut, koji je dobro primljen od publike i kritike.  U filmu je popriličan broj pjesma što je pohvaljeno kao doprinos odumirućem mjuziklu, a pjesma Blame Canada nominirana je i za Oscara. Smatra se da je između svih ostalih pjesma u filmu ta izabrana jer je najpristojnija.  Oscara je ipak dobio Phil Collins za pjesmu You'll be in my Heart iz animiranog filma Tarzan; to po postao razlog brojnih šala na njegov račun u jednoj kasnijoj epizodi serije.  Film je također u ušao u Guinessovu knigu rekorda kao animirani film s najvećom količinom prostota, 399.  
U rujnu 2005. godine, Comedy Central je potpisao ugovor s Parkerom i Stoneom za još tri sezone serije u sljedeće tri godine. Parker i Stone će nastaviti pisati, režirati i uređivati svaku svaki epizodu serije.

## Razvoj
Pilot-epizoda, Cartman Gets an Anal Probe, je rađena tradicionalnim načinom animacije pomoću papira u boji i stop-motion tehnike. Kasnije epizode su rađene modernim računalnim alatima za animaciju; prvo je korišten PowerAnimator, a zatim Maya.  Iako se i njima oponaša originalni amaterski izgled, produkcija je znatno brža, što omogućuje autorima pravljenje epizoda o aktualnim događajima. Epizoda o hvatanju Saddama Husseina je emitirana samo tri dana nakon što je on stvarno uhićen, a epizoda s referencom na rezultate glasanja u Floridi 2000. osam dana nakon njihovog objavljivanja.
Humor je u početnim epizodama većinom bio usmjeren na šokiranje gledatelja dok je s vremenom naglasak prešao na satiru i parodiju.  Način prikazivanja tema se također promijenio.  Parker i Stone su komentirali kako su od sredine četvrte sezone počeli praviti epizode koje se koncentriraju na jednu temu i zaplet umjesto na više njih.

## Česte teme
Autori South Parka imaju libertarijanske političke stavove. Liberalni američki političari i druge javne ličnosti često su predmet ismijavanja u seriji, iako su tome izloženi i neki konzervativci i njihove ideje.  Kombinacija političkih stavova South Parka je vrlo neuobičajena, primjerice ismijavanje teorija o globalnom zatopljenju (karakteristično za konzervativne američke političare) te istodobno prilično pozitivni stavovi o homoseksualnosti i kritiziranje homofobije.  Zbog nemogućnosti jednostavnog određenja političke, izmišljen je termin South Park – republikanci kojim se opisuju mlađi naraštaji čiji su politički stavovi srodni onima iz serije. Matt Stone je član Republikanske stranke, a Trey Parker Libertarijanske.  
Religija je vrlo česta tema; autori ismijavaju brojne aspekte mormonizma, islama, judaizma, fundamentalističkog kršćanstva, katolicizma i scijentologije. Bog je u seriji prikazan kao neugledna mješavina različitih životinja i tvrdi da je budist; Isus je lik koji živi u South Parku i vodi svoj vlastiti talk-show, a u jednoj epizodi umire kako bi spasio Djeda Mraza; Sotona se također nekoliko puta pojavio, a prikazan je kao homoseksualac koji nije tako loša osoba i samo nastoji obavljati svoj posao. Odnos spram religije je izazvao veliko negodovanje među katolicima i scijentolozima, no iako su vjerske nelogičnosti često ismijavane, ateisti i antireligiozni ljudi su također prikazani u lošem svijetlu – kao pretjerano arogantni. 
U nekoliko epizoda se na meti našao ekološki aktivizam.  Kritizirano je slabo stvarno poznavanje problematike među ljudima koji se smatraju ekološki svjesnima, kao i njihovo ponašanje. Također su česta tema kontroverze vezane uz globalno zatopljenje.  
Osim toga, česte teme su zlostavljanje djece, homoseksualnost i društvena zaostalost malih sredina.

## Glavni likovi

### Stanley »Stan«Marsh
Stan je, uz najboljeg prijatelja Kylea, vođa grupe dječaka i vjerojatno »najnormalniji« član. Stan je prilično pošten, zreo i dobronamjeran dječak koji često iznosi moralnu poruku na kraju epizode. Pojedinosti iz njegovog života često se podudaraju s onima Treya Parkera pa ga se smatra njegovim alter egom.

### Kyle Broflovski
Kyle je Židov, iako ne posebno religiozan, prikazan je kao inteligentan, skeptičan, ponekad naprasit, ali općenito razuman i vjerojatno najmoralniji član grupe. U vrlo lošim odnosima je s Cartmanom koji ga često zadirkuje zbog podrijetla, što rezultira svađama, ponekad i tučnjavama. Matt Stone je izjavio da Kyle podsjeća na njega u danima djetinjstva.

### Eric Theodore Cartman
Eric je najproblematičniji član grupe, često u sukobu sa Stanom i Kyleom. Prikazan je kao pokvaren, licemjeran, pohlepan, egoističan, manipulativan, nepristojan, agresivan, a uz to je i antisemit, rasist te seksist. Dio njegovih mana možda proizlazi iz činjenice da je pretio, nema oca te da ga je razmazila majka koja je hermafrodit, narkomanka i prostitutka, a potajno i porno glumica. Cartman je ipak vrlo pametan, s nevjerojatnim sposobnostima za poslovanje i vodstvo. Eric ima problema s pokazivanjem emocija, a to se posebno vidi u 13. epizodi 5. sezone, gdje Eric indirektno priznaje Kennyju koliko mu znači i kako mu je najbolji prijatelj; nakon što Eric izađe u hodnik, naslanja se na vrata te plače dok Kyle gleda, no čim ga je Eric primijetio okrenuo je lice te otišao. Iz toga se da zaključiti da, usprkos svemu, Eric zna biti vrlo emotivan u teškim trenucima.

### Kenneth »Kenny«McCormick
Kenny je siromašni dječak, uvijek u narančastom skafanderu koji mu skriva lice i čini njegov govor nerazumljivim. Ipak, njegovi prijatelji ga razumiju i često od njega traže pojašnjenje riječi, uglavnom prostota, koje ne razumiju. U prvih 5 sezona Kenny bi poginuo u svakoj epizodi i vratio se u sljedećoj, a po teoriji je bio besmrtan. U 6. sezoni se uopće nije pojavljivao, a kao glavnog lika zamijenio ga je Butters. Pred kraj 6. sezone vraćen je i više ne umire.

### Leopold »Butters«Stotch
Butters je najvažniji lik izvan grupe četvorice prijatelja i privremeni glavni lik u 6. sezoni, gdje je privremeno postao dio društva zamijenivši Kennyja. On je naivan, lako manipuliran, vječna žrtva, često nesretan, ali istovremeno i nevjerojatno optimističan. Roditelji ga često kažnjavaju za sitnice, a prijatelji zadirkuju. Buttersove frustracije izražava njegov alter ego Profesor Kaos, poremećeni negativac koji pokušava uništiti svijet. Uzor za Buttersovog lika je Eric Stough, direktor animacije South Parka.

## Vanjske poveznice
- South Park Studios – službene stranice
- South Park  Arhivirana inačica izvorne stranice od 27. srpnja 2004. (Wayback Machine) na Comedy Central's
- South Park Scriptorium
- South Park u internetskoj bazi filmova IMDb-a